# グリゴリー・カラーシン

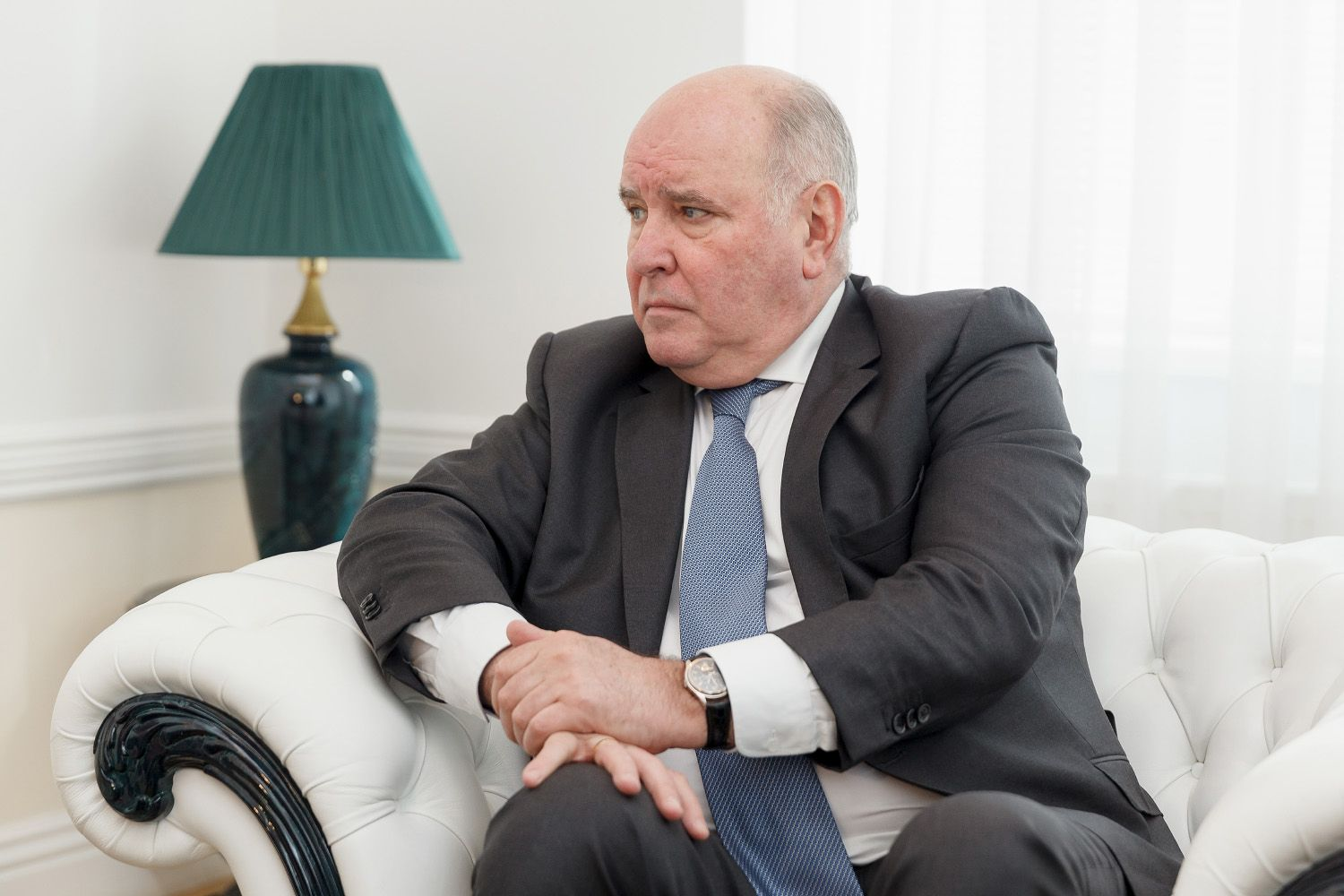
グリゴリー・カラーシン（2018）

グリゴリー・ボリソヴィチ・カラーシン（ロシア語: Григорий Борисович Карасин、ラテン文字転写の例：Grigorii Borisovich Karasin、1949年8月23日 - ）は、ロシアの外交官。2005年からロシア連邦国家書記（国務長官）、外務次官。
1971年モスクワ大学外国語学部を卒業する。1972年ソ連外務省に入省する。本省勤務の他、セネガル、オーストラリア、英国勤務の経験がある。
1992年外務省中東アフリカ局長。1993年情報報道局長。1996年外務次官。2000年から2005年まで駐在英国大使を経て、2005年6月から外務次官を歴任する。2005年10月国家書記兼務の外務次官に任命された。
外交官としてのランクは特命大使と全権大使の階級に位置する。カラーシンは、独立国家共同体（CIS）の国家関係担当次官であり、在外ロシア人対策の他、ロシア連邦議会、社会団体、外務省内の法制作業を含む広範な業務を担当している。英語とフランス語、ハウサ語に堪能。